# Phare de Monte Poro
Le phare de Monte Poro (en italien : Faro di Monte Poro) est un phare actif situé sur Capo Poro faisant partie du territoire de la commune de Campo nell'Elba sur l'île d'Elbe(province de Livourne), dans la région de Toscane en Italie. Il est géré par la Marina Militare et le Parc national de l'archipel toscan.

## Histoire
Le phare est érigé dans la partie sud-ouest de l'île d'Elbe, dans une zone de maquis. L'endroit fut stratégique durant la Seconde Guerre Mondiale et le phare, mis en service en 1968, se trouve proche des ruines d'une position allemande. Il est entièrement automatisé et alimenté par le réseau électrique.

## Description
Le phare  est une tour cylindrique en maçonnerie surmontant un petit local avec embrasure de 7 m de haut, avec petite terrasse et lanterne. La tour est peinte en blanc, ainsi que le bâtiment, et le dôme de la lanterne est gris métallique. Il émet, à une hauteur focale de 160 m, un blanc d'une seconde par période de 5 secondes. Sa portée est de 16 milles nautiques (environ 30 km) pour le feu principal et 11 milles nautiques (environ 20 km) pour le feu de veille.
Identifiant : ARLHS : ITA-295 ; EF-2054 - Amirauté : E1438 - NGA : 8952 .

## Caractéristiques dufeu maritime
Fréquence : 5s (W)
- Lumière : 1 seconde
- Obscurité : 4 secondes

|                 |
| Archipel Toscan |

|          |
| Le phare |

### Lien connexe
- Liste des phares de l'Italie